# Cosimo Canovetti
Cosimo Canovetti (Firenze, 4 febbraio 1857 – Gardone Riviera, 29 febbraio 1932) è stato un ingegnere italiano.
I suoi interessi furono l'organizzazione dello spazio urbano, l'aerodinamica e la propulsione a reazione.
Nacque a Firenze nel 1857 e si laureò in ingegneria civile a Parigi. Qui rimase, collaborando con il Barone Haussmann alla modernizzazione della città voluta da Napoleone III: in particolare, iniziò una brillante carriera nelle ferrovie e, vincendo un concorso, partecipò alla realizzazione del quartiere dell'Opera. Contemporaneamente, iniziò a studiare l'aerodinamica (1883-1884).

## Ingegneria civile in Italia

Lettera di Cosimo Canovetti a Tommaso Tittoni (5/2/1929)

Rientrato in Italia, nel 1888 fu nominato ingegnere capo del comune di Brescia; progettò l'ampliamento della città (1897) ed organizzò l'acquedotto e la fognatura; di questo periodo rimangono numerosi studi tecnici. Per proseguire i suoi personali studi di aerodinamica, nel 1898 installò un cavo di 170 m (81 m di dislivello) fra una torretta del castello di Brescia la parte inferiore di un fossato; qui studiò la discesa di corpi di diverse forme montati su carrelli, riuscendo a determinare i coefficienti di resistenza aerodinamica dei solidi con una precisione mai raggiunta. Questi esperimenti continuarono tra il 1902 ed il 1904 con la collaborazione di Mario Calderara (1879 - 1944), inventore e primo aviatore italiano, amico dei fratelli Wright.
Nel 1905 Canovetti abbandonò l'incarico a Brescia e, dopo uno scambio di lettere con il conte Gian Giacomo Fellissent, sindaco di Treviso, nel gennaio del 1906 giunge nella città veneta con la speranza di poterne disegnare e realizzare il futuro piano regolatore. Canovetti definì perfino gli aspetti finanziari dell'opera, fissando un preventivo di circa 25.000 lire di allora. La proposta fu oggetto di sporadiche discussioni in consiglio comunale per quasi due anni, fino a novembre del 1907, ma per la caduta della giunta e per la disorganizzazione dell'ufficio tecnico locale il progetto non fu mai approvato.
È comunque interessante soffermarsi su una curiosa coincidenza legata alla breve esperienza trevigiana dell'ingegnere: analizzando il piano regolatore di Brescia, balza subito all'occhio il fatto che esso si occupi solo di ridisegnare i tracciati dell'immediata periferia, trascurando completamente la città dentro le mura e delineandosi come un tipico intervento tardo ottocentesco di riprogettazione delle infrastrutture; quando poi Felissent, il sindaco di Treviso, dovette spiegare ai colleghi amministratori che cosa fosse un piano regolatore, lo definì come uno strumento soprattutto di vincolo, atto a ridefinire lotti, tracciati e a riprogettare e modernizzare le infrastrutture del suolo (strade, edifici) e del sottosuolo (acquedotti, fognature): la visione di Felissent è quindi quella tipica di un ingegnere sanitario di fine Ottocento. Il conte forse non conosce - o addirittura conosce e non approva - i nuovi indirizzi dell'urbanistica che in Europa hanno cominciato a sovrapporre agli interventi dei tecnici sanitari, concettualmente semplici, piani più attenti alla percezione visiva: piani che contemplano diverse destinazioni d'uso per i quartieri (zone residenziali, produttive, commerciali...) e sono molto più attenti e pretenziosi riguardo all'aspetto estetico dell'ambiente urbano. Non è chiaro se Felissent avesse maturato queste convinzioni prima di incontrare Canovetti - e lo avesse quindi scelto proprio per questa coincidenza di pensiero - o se l'identità di vedute fosse il diretto risultato della loro frequentazione.

## Gli studi di aerodinamica
Dopo il contatto con Treviso, Canovetti abbandona completamente l'ingegneria civile per dedicarsi alla sua vera passione: gli studi di aerodinamica. Agli inizi del Novecento arriva a concepire un motore per dirigibili in grado di unire massima leggerezza, grande semplicità di funzionamento ed assenza di vibrazioni: si tratta di un motore a scoppio a gazolina (benzina leggera molto volatile) privo di albero di trasmissione, utilizzato solo come generatore di gas caldi in pressione e cioè come compressore volumetrico. Canovetti rende efficiente il getto dei gas attraverso il tubo di scarico impiegandoli per muovere una turbina che trasmette energia rotativa ad una grande elica propulsiva: è il primo motore turboelica d'Italia e forse del mondo. Il dispositivo gli vale, nel novembre 1909, la medaglia d'argento alla prima Esposizione Italiana d'Aviazione di Milano e, dopo il brevetto del 1910, il premio Wilde in Francia nel 1912.
In una dettagliata relazione esposta al Collegio degli ingegneri di Milano il 17 febbraio 1911 Canovetti, persuaso dei bassi rendimenti dei dispositivi di propulsione ad elica, formula una delle prime teorie matematiche sul computo della forza trattiva di un'elica. I perfezionamenti del suo motore per dirigibili incontrano tiepide reazioni da parte degli stati maggiori dell'esercito francese ed italiano che sottovalutano le potenzialità dell'invenzione, ma per la sua attività viene insignito della Legion d'Onore francese.
Cosimo Canovetti morì il 29 febbraio 1932 a Gardone Riviera; è oggi una figura poco nota anche per la scarsa organicità dei suoi scritti, indizio di un carattere vivace e poliedrico.

## Pubblicazioni[1]
- Cosimo Canovetti, Ferrovia Parma-Spezia, galleria del Borgallo: studio delle deformazioni avvenute, Firenze, Stabilimento tipografico fiorentino, 1893.
- Cosimo Canovetti, La ferrovia del Sempione: studio dell'analisi del costo di trazione del treno chilometro del progetto Masson e Chapuis, in Rivista generale delle ferrovie, 1893.
- Cosimo Canovetti, La ferrovia del Sempione con galleria di base, in Annali della Società degli ingegneri e degli architetti italiani, vol. 8, n. 2, 1893,  pp. 96-111.
- Cosimo Canovetti, Dell'acquedotto di Brescia e della sua riforma, in Il monitore tecnico di Milano, 3, 5, 8, 1895.
- Cosimo Canovetti, Sulla resistenza dei treni e sulle formule ultimamente proposte, in Rivista generale delle ferrovie, 1899.
- Cosimo Canovetti, Nuove ricerche sulla resistenza dell'aria: resoconto delle esperienze fatte al Castello di Brescia negli anni 1898-99-900-901, in Atti del Collegio degli ingegneri ed architetti in Milano, vol. 35, n. 3/4, 1902.
- Cosimo Canovetti, Il traforo dello Spluga, Firenze, Società tipografica fiorentina, 1907.
- Cosimo Canovetti, Propulsori aerei e stato attuale dell'aviazione: resoconto della comunicazione tenuta al Collegio degli ingegneri di Milano la sera del 17 febbraio 1911, in Atti del Collegio degli ingegneri ed architetti in Milano, vol. 44, n. 1, 1908.
- Cosimo Canovetti, Storia dell'aviazione, in Emporium, vol. 34, n. 204, 1911,  pp. 461-473.
- Cosimo Canovetti, Sulle origini delle acque di Mompiano, in Commentari dell'Ateneo di Brescia, 1930,  pp. 135-138.